# Sidama (Region)
Sidama (äthiopische Schrift ሲዳማ; amtlich amharisch የሲዳማ ብሔራዊ ክልላዊ መንግሥት yä-Sidama Bǝḥerawi Kǝllǝlawi Mängǝśt, Sidama Sidaamu Dagoomu Qoqqowu Mootimma, englisch Sidama National Regional State) ist eine Verwaltungsregion in Äthiopien, die 2020 entstanden ist. Ihre Hauptstadt ist Awassa. Ihre fast 3 Millionen Einwohner sind überwiegend Sidama, es gibt jedoch auch Minderheiten anderer Volksgruppen.
Ursprünglich wurde sie 1992 als Region 8 im Gebiet der früheren Provinz Sidamo gebildet. Von 1995 bis 2020 gehörte sie als Verwaltungszone zur Region der südlichen Nationen, Nationalitäten und Völker. Am 20. November 2019 fand eine Volksabstimmung über die Umwandlung der Sidama-Zone in eine autonome Region innerhalb der Bundesrepublik Äthiopien statt, die mit 98,52 % der abgegebenen Stimmen angenommen wurde. Am 18. Juni 2020 entstand daraufhin die Region Sidama.

## Gliederung
Sidama ist in die neun Woredas Aleta Wendo, Arbegona, Aroresa, Awassa, Bensa, Dale, Hara, Hula und Shebedino unterteilt.

## Bevölkerung
Nach Angaben der Zentralen Statistikagentur (CSA) hatte die Zone im Jahr 2007 2.966.652 Einwohner, von denen 5,67 % in städtischen Gebieten lebten. Für 2005 listet die CSA Awassa, Yirgalem, Aleta Wendo, Leku und Daye als größte Orte auf.
1994 waren von 2.044.836 Bewohnern 88,6 % Sidama, 4,15 %  Amharen, 2,97 % Oromo und 1,84 % Wolaytta; 2,44 % gehörten anderen ethnischen Gruppen an. Die Anteile der Muttersprachen (Sidama, Amharisch, Oromo, Wolaytta) entsprachen den Anteilen der Volksgruppen. 62,54 % der Bevölkerung waren Protestanten, 13,64 % Anhänger traditioneller Religionen, 8,24 % orthodoxe Christen, 8 % Muslime und 4,24 % Katholiken.

## Rechtsstreit mit Starbucks
Ein Rechtsstreit zwischen äthiopischen Kaffeebauern und Starbucks belastete 2007 den Ruf von Starbucks als fairer Handelspartner. Zwar bezahlt Starbucks den Bauern einen überdurchschnittlich hohen Preis, doch die äthiopischen Bauern wollten durch einen juristischen Namensschutz der Anbauregion als Warenzeichen Sidamo mehr Kontrolle über den Vertrieb und damit auch einen höheren Preis erhalten. Starbucks wollte jedoch kein Lizenzabkommen unterschreiben und veranlasste über den Kaffeeverband National Coffee Association of USA (NCA) den Widerspruch des Namenschutzes. Eine enge Verbindung zur NCA besteht durch Dub Hay, Vizepräsident von Starbucks und zuständig für den weltweiten Einkauf, der gleichzeitig als Lobbyist für die NCA tätig ist. Die NCA hatte zunächst durch juristischen Einspruch erreicht, dass das Patentamt den äthiopischen Antrag abgelehnt hat. Als Folge des drohenden Ansehensverlustes hatte Starbucks im Juni 2007 die drei äthiopischen Kaffeesorten Sidamo, Harar und Yirgacheffe als Handelsmarken anerkannt und einen Lizenz-, Vertriebs- und Marketingvertrag unterzeichnet.